# Gostivar
Gostivar (makedonsky Гостивар, albánsky Gostivari, turecky Gostivar) je město v severozápadní části Severní Makedonie v Položském regionu, v rovině Gornji Polog. Gostivar je také centrem stejnojmenné opštiny. Městem protéká nejvýznamnější severomakedonská řeka Vardar. Ta jej dělí na dvě části. V jedné vesnici nedaleko Gostivaru také pramení.

## Poloha
Gostivar se nachází v horní části Položské nížiny na horním toku řeky Vardar, která pramení asi šest kilometrů jihozápadně od města, u obce Vrutok a rozděluje Gostivar na severní a jižní část. Rovina je jednou z nejdůležitějších zemědělských oblastí v Makedonii. Gostivar se rozkládá v nadmořské výšce 520 až 550 metrů. Hory se zvedají všemi směry kromě severu, na západě dosahují výšky 2000 m n. m. s vrcholy pohoří Šar Planina. Na jihu se rozprostírají hustě zalesněné kopce s četnými řekami. Na východě potom leží pohoří dosahující výšky až 1500 m n. m. a vodní nádrž Kozjak.

## Historie

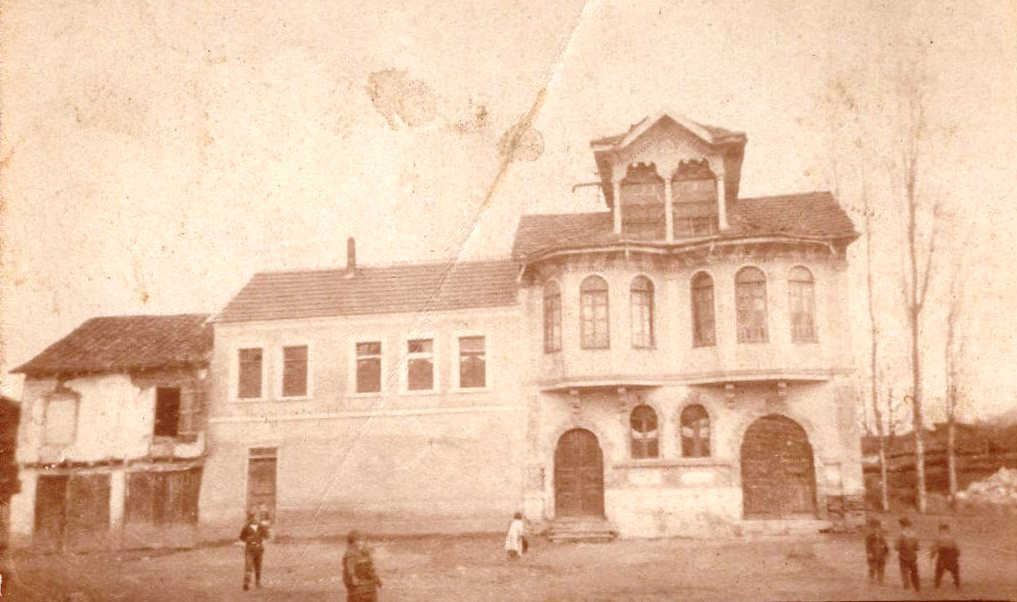
Dům ve městě v roce 1929.

Území současného města Gostivar se stalo součástí Osmanské říše v 14. století. První písemná zmínka o městě pochází ale nejspíše ještě z doby před příchodem Turků, a to z dokumentu srbského vladaře Milutina z roku 1313, podle jiných zdrojů z dokumentu srbského středověkého cara Dušana z 4. dekády 14. století.
V roce 1659 vlivný a bohatý Mehmed paša nechal vybudovat mešitu a na okraji města také školy (medresy). Nechal také postavit zájezdní hostinec (karavanseráj) a také vzniklo několik obchodů ve městě. V závěru 17. století město Evlija Čelebi, známý turecký cestovatel, vůbec nenavštívil.
Francouzský geolog Ami Boué při své návštěvě Tetova v roce 1850 zmínil existenci Gostivaru jako velké vesnice. V závěru století měla zhruba 2000 obyvatel, stálo zde asi čtyři sta domů. Trhy se konaly vždy v úterý. Získalo status kazy a postupně se rozvíjelo do podoby vzdalující se vesnici. Město bylo v rámci Osmanské říše dlouhou dobu součástí Prizrenského sandžaku. V roce 1900 zde byl umístěn i soud (kadiluk) což i nadále akcentovalo rozvoj sídla. Stěhovali se sem obchodníci z okolních měst.
Dle osmanských záznamů mělo v roce 1906 město 3400 obyvatel, drtivá většina z nich byla muslimské víry, nejspíše albánské národnosti. Někteří místní Slované (Makedonci) se zapojili na počátku 20. století do Ilindenského povstání.[zdroj?]
Od roku 1912 bylo město součástí Srbského království. Příchod srbské armády neslo místní albánské obyvatelstvo velmi nelibě; došlo k povstání a bojům, které si vyžádaly okolo tří set mrtvých. Během první světové války vybudovala okupační zpráva přes Gostivar a západní část dnešní Severní Makedonie úzkorozchodnou železnici. Po roce 1918 se nacházelo na území Království Srbů, Chorvatů a Slovinců a později Jugoslávie. V meziválečném období měla být železnice modernizována a prodlužována, nicméně bylo tak činěno s omezenými finančními zdroji a výsledkem bylo neustálé oddalování termínů dokončení. Na tuto skutečnost si stěžoval i tehdejší poslanec za gostivarský volební obvod, Ugrin Joksimović.
Za druhé světové války bylo připojeno k Albánii, která byla okupována fašistickou Itálií. Docházelo zde k útokům na místní slovanské obyvatelstvo. V partyzánském boji zde vynikl jako bojovník Čede Filipovski – Dame. 
Po druhé světové válce zde byly vybudovány průmyslové závody, např. roku 1958 byla otevřena továrna na ohněvzdorné materiály, textilky Goteks a Dekon, závod masného průmyslu Gorni Polog a další. 
Dnes je Gostivar součástí Severní Makedonie. V roce 1997 zde došlo k nepokojům mezi místním albánským a makedonským obyvatelstvem. To odstartovalo rozhodnutí místní radnice vyvěsit albánskou a tureckou vlajku vedle makedonské (jako vlajky místních národnostních menšin). Tento krok považovala centrální vláda za ilegální. Následně došlo k protestům, zatčení některých představitelů města (např. starosty) a soudnímu procesu.

## Obyvatelstvo
Podle sčítání lidu z roku 2002 zde žije 35 847 obyvatel, přičemž dvě třetiny populace tvoří Albánci a jednu třetinu Makedonci. Na úrovni městské samosprávy jsou úředními jazyky albánština, makedonština a turečtina. Turecké obyvatelstvo žije především ve vesnicích okolo Gostivaru, ale přítomné je i ve městě.

## Kultura a kulturní památky
Hlavní kulturní institucí ve městě je Dům kultury ASNOM. Knihovna Vuka Karadžiće se nachází hned za kulturním domem. Má přes 8 000 titulů, tedy přes 80 000 knih. V knihovně je také dětská sekce.
Ve městě se nachází několik historicky významných objektů. Mezi ně patří např. hodinová věž, řada mešit, kostel sv. Bohorodice. Původní turecké lázně byly v minulosti zničeny a do současné doby se nedochovaly. Nejstarší budova ve městě nese název Žlutý dům.
Známé jsou gostivarské sýry zvané Šar a Galičnik, dále desert zvaný Kajmačina a psi Šarplaninci, populární mimo jiné i na území Kosova.

## Ekonomika
Nacházel se zde závod na výrobu nehořlavých materiálů.

## Přírodní památky
Západně od města vystupuje do značné nadmořské výšky pohoří Šar Planina, kde se nachází stejnojmenný národní park. Jeho hranice začíná hned na západním okraji města.
Jihozápadně od Gostivaru se rozkládá národní park Mavrovo. Horské hřebeny (byť nižší) se nachází i východně od Gostivaru, směrem do vnitrozemí Severní Makedonie. Nedaleko od města zde začíná národní park Jasen s kaňonem řeky Treska a jezerem Kozjak.

## Doprava

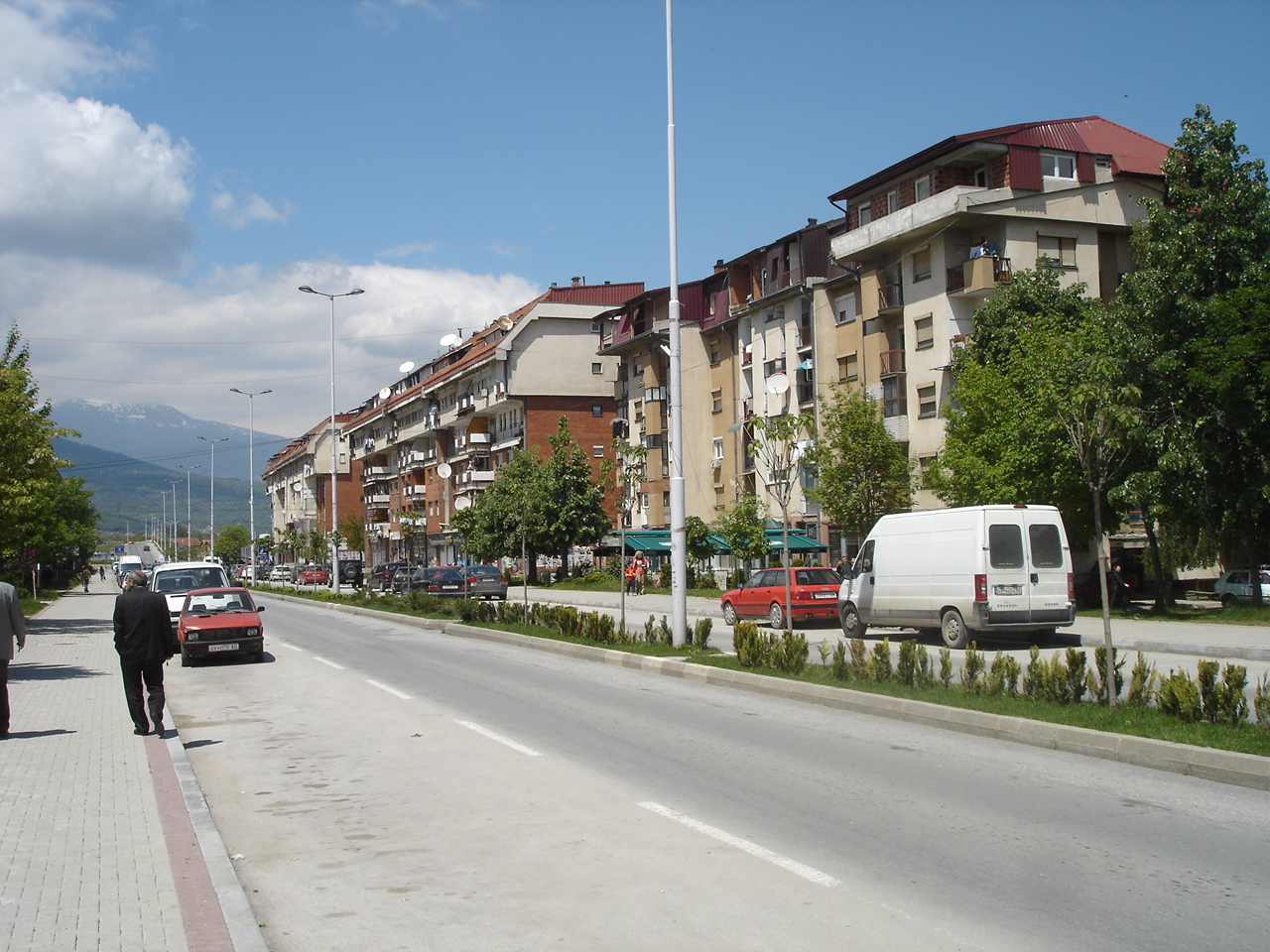
Rušná třída ve městě procházející místní části Meleardi.

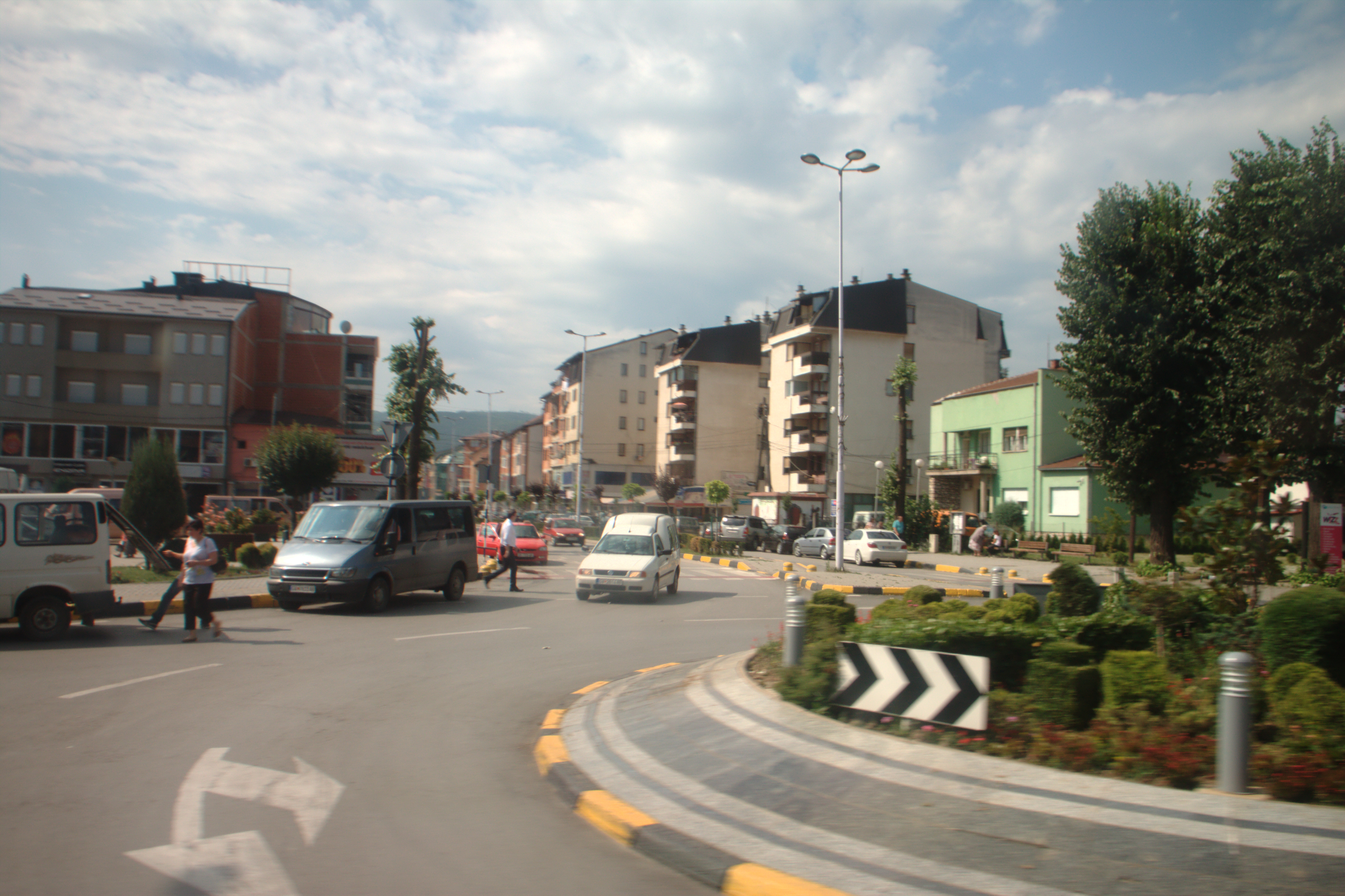
Střed města.

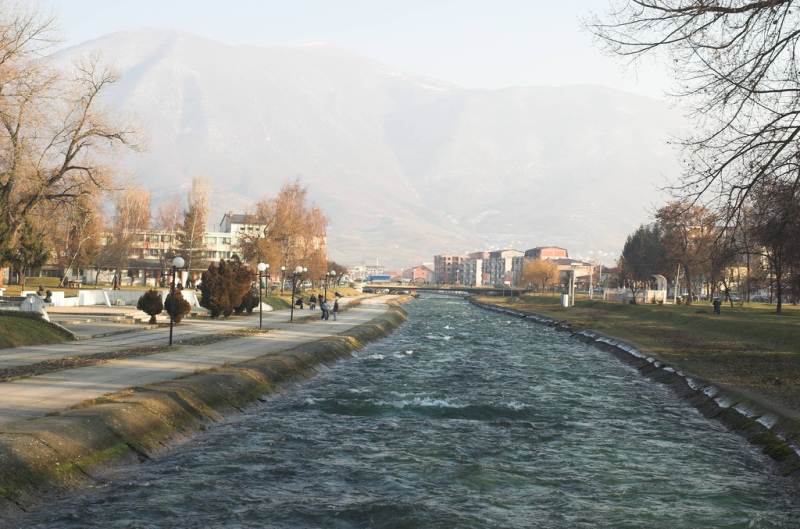
Řeka Vardar v Gostivaru.

Gostivar je silnicemi a železnicí propojen s dalšími městy v regionu.
Prochází tudy železniční trať Skopje–Kičevo, která napojuje severozápad Severní Makedonie s její metropolí Skopje.
Severně od města začíná dálnice A2 směrem do Tetova a do Skopje. Přivaděč dálnice zároveň tvoří silniční obchvat vedený severně od středu města. Dálnice byla ve 3. dekádě 21. století prodlužována směrem na jih do měst Kičevo a Ochrid.
Směrem na jih vedou silnice do měst Ochrid a Debar (původně silnice č. M-4). Uvedené komunikace jižně od Gostivaru překonávají směrem k pohoří Mavrovo značné výškové rozdíly.
Nejbližší mezinárodní letiště se nachází ve Skopji a v Ochridu.
V Gostivaru má sídlo mezinárodně činná autobusová firma Nasir Tours, která mj. zajišťuje osobní přepravu ze Severní Makedonie a také z řeckého ostrova Korfu do Německa, např. do Hamburku a Bielefeldu.

## Školství
Kromě deseti základních škol jsou na území opštiny Gostivar v provozu také tři střední školy a jedna škola vysoká. První, Střední školu Panče Popoského, zde založilo město v roce 1960. Vyučovalo se v makedonském i v albánském jazyce. Yahya Kemal College byla otevřena v roce 1999, ještě v 90. letech zde sídlila dělnická univerzita.
Státem akreditovaná soukromá univerzita "International Vision University" navíc od roku 2015 nabízí vysokoškolské vzdělání v turečtině a každoročně tak hostí několik stovek studentů z turkicky mluvících zemí.

## Známé osobnosti
- Rufi Osmani (* 1960), politik
- Shaban Ismaili (* 1989), fotbalista
- Admir Mehmedi (* 1991), fotbalista a švýcarský národní hráč
- Gentjana Rochi (* 1994), fotbalista
- Haralampie Polenakoviḱ (1909 – 1984, makedonský učenec.